# Photothèque de la Ville de Luxembourg
La Photothèque de la Ville de Luxembourg (ou plus simplement Photothèque), au Luxembourg, comporte plusieurs grandes collections de photographies prises dans la ville de 1855 à aujourd'hui,. Sa conception et son système de classification sont inspirés de celle de la photothèque du Centre Georges-Pompidou de Paris. La Photothèque est ouverte au public.

## Histoire
La Photothèque ouvre en 1984 afin d'exposer les collections de photographies qui étaient jusqu'alors conservées dans les archives municipales. Son but est de mettre en valeur les photographies montrant l'aspect de la ville aux différentes étapes de son développement. Sa conception, son équipement et son système de fonctionnement sont basés sur ceux de La Documentation française et du Centre Georges-Pompidou de Paris. Après avoir été hébergée au sein d'un bâtiment officiel de la ville au 63, rue du Fort Niepperg, la Photothèque est transférée en 1992 à la Cloche d'Or, un nouveau bâtiment du sud de la ville.
Le patrimoine acquis en 1985 par la photothèque est toujours considéré comme important. Il comprend une collection de Bernard Wolff, comportant diverses photographies prises par différents photographes lors de la démolition de la fortifications de Luxembourg en 1867, des photographies de Batty Fischer montrant le développement de la ville aux XIXe et XXe siècles, ainsi qu'un ensemble de photographies originales prises par Edward Steichen.

## Situation
Située au 10, rue Eugène Ruppert dans le quartier de la Cloche d'Or de la ville de Luxembourg, la Photothèque est ouverte au public en semaine.

## Collections

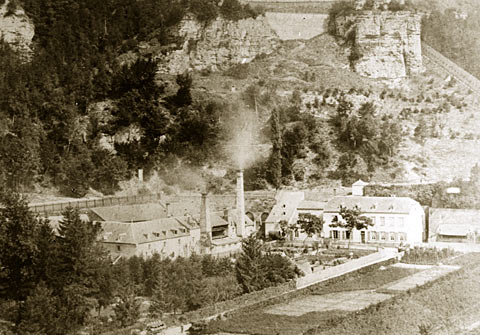
Photographie de la brasserie Clausen prise par Pierre Brandebourg en 1865. C'est l'une des plus anciennes images de la Photothèque.

Le patrimoine de la photothèque comprend quatre millions de photographies prises entre 1855 et aujourd'hui. Elles ont été rassemblées au fil des années grâce à des dons et des héritages, ainsi que grâce aux fonds fournis par la ville. La plupart des archives se trouvent au rez-de-chaussée du bâtiment de la photothèque, tandis que le premier étage est occupé par des services municipaux et les archives restantes,.
Parmi les plus importantes collections figurent celles de Batty Fischer (près de 10 000 photos montrant l'aspect de la ville entre 1890 et 1958), de Théo Mey (quelque 400 000 images du Grand-Duché dans les années 1950 et 1960), d'Édouard Kutter et de son fils du même nom (comprenant près de 200 000 photographies de la famille grand-ducale et de nouveaux objets de 1950 à 1980), celle de Tony Krier (400 000 images de la ville de Luxembourg, du Grand-duché et d'évènements de 1939 à 1967). Une autre collection majeure est celle de Camille et Pol Aschman, comprenant 500 000 négatifs de nouveaux objets entre 1935 et 1988.
En 1992, Remo Raffaelli, qui avait travaillé avec Jacques Bohler, un photographe des journaux Le Républicain lorrain et Tageblatt, donne 40 000 négatifs en rapport avec des articles de journaux sur des évènements sportifs et culturels ayant eu lieu entre 1976 et 1988. En 1994, Pierre Bertogne enrichit le patrimoine de la Photothèque en offrant 16 000 images prises dans les années 1930 et 1940. Elles montrent l'occupation allemande du Luxembourg durant la Seconde Guerre mondiale, ainsi que la libération qui s'est ensuivie.
Martine Theisen, employée à la Photothèque depuis 1989 et directrice depuis 1998, affirme que la plupart des visiteurs viennent à la Photothèque pour y voir les anciennes photos qui leur rappellent l'aspect qu'avait la ville lorsqu'ils étaient enfants. Actuellement, les recherches se poursuivent afin d'établir une collection couvrant le plus possible l'Histoire de la ville de Luxembourg. Parmi les dix personnes travaillant à la Photothèque, il y a un photographe chargé de documenter les changements du développement urbain de la ville de Luxembourg. En ce qui concerne la numérisation des documents, Mme Theisen explique que la Photothèque n'a pas encore trouvé d'entreprise pouvant prendre en charge le projet. Elle affirme cependant que les documents seront numérisés à l'avenir,.

## Classement des images
Chaque photographie reçue est enregistrée avec un code numérique montrant l'année d'acquisition, le numéro de l'album dans lequel elle se trouve, ainsi que son numéro parmi les autres images enregistrées. En plus de cela, les cartes de catalogue donnent une description détaillée de l'œuvre, ainsi que son auteur, son origine et sa date, et enfin des informations sur le négatif et le droit d'auteur applicable. Ces informations sont conservées avec les photos dans des albums contenant chacun entre 25 et 30 documents. Les négatifs sont classés séparément dans l'ordre chronologique, avec les codes identifiant l'album dont ils font partie. Les œuvres originales ayant une grande valeur historique sont retirées des collections et remplacées par des copies. L'index alphabétique des œuvres du musée est basé sur des éléments pertinents des descriptions des photographies.

## Publications
Depuis l'an 2000, quatre livres de la série Les Trésors de la photothèque ont été publiés. Chaque volume présente les œuvres de l'un des meilleurs photographes représentés à la photothèque. À ce jour, les ouvrages publiés concernent Pol Aschman (photojournalisme de 1935 à 1988), Marcel Schroeder (histoire locale jusqu'en 1999), Théo Mey (photojournalisme de 1950 à 1980) et Tony Krier (reportages entre 1939 et 1972). Tous sont disponibles à la photothèque. Les visiteurs peuvent également acheter des copies des photos archivées, généralement pour moins de 10 € l'exemplaire. À cause des réglementations du droit d'auteur, les copies numériques des images ne sont pas encore disponibles.